# Клеопатра (роман)
Клеопатра (англ. Cleopatra) — історичний пригодницький роман 1889 року англійського письменника Генрі Райдера Гаґґарда. У романі Гаґґард створює ще одну легенду про славетну царицю Клеопатру VII, володарку Стародавнього Єгипту.

## Сюжет
Дія відбувається у Стародавньому Єгипті, за часів правління Птолемеїв і обертається навколо нащадка династії, що перебуває під заступництвом богині Ізіди.
Оповідання ведеться від імені царственого єгиптянина, спадкового жерця — Гармахіса, сина великого жерця храму Сеті — Аменемхата.
Роман оповідає про змову верховних жерців, які вирішили скинути з трону ненависну царицю Клеопатру, яка віддала Єгипет у владу Риму.
Історія починається з того, що мати головного героя Гармахіса, наділена даром богів, вмираючи, пророкувала над колискою сина: «Вітаю тебе, плід мого лона! Вітаю тебе, царське дитя! Вітаю тебе, майбутній фараон! Святе насіння Нектнера, провідне рід свій від Ізіди, розповім тобі Бог очистить країну! Бережи свою чистоту і будеш звеличений і звільниш Єгипет! Але якщо в тяжкий час випробування ти не витримаєш і зміниш, хай упаде на тебе прокляття всіх богів Єгипту, прокляття твоїх царствених предків, які правили Єгиптом з часів Хору. Тоді ти будеш нещасний з людей! Тоді після смерті Осіріс відкине тебе і судді Аменті нехай свідчать проти тебе. Сет і Сехмет будуть мучити тебе, поки не спокутуєш ти гріх свій, поки боги Єгипту, названі чужими іменами, які не будуть знову відновлені в храмах Єгипту …»
Відразу після пророцтва мати царственого Гармахіса вмирає.
Історію життя і свого падіння Гармахіс записав на трьох сувоях папірусу, які були знайдені під час розкопок гробниці.